# Bert och friheten
Bert och friheten är en ungdomsroman i dagboksform av de svenska författarna Anders Jacobsson och Sören Olsson, utgiven 15 april 2011.

## Bokomslag
Omslaget visar Bert som håller i sin elbas. I bakgrunden ses Lill-Erik och Åke.

## Handling
När sportlovet nalkas funderar Bert på allt han skall göra under ledigheterna. Bland annat skall Heman Hunters spela på torget i Öreskoga under de så kallade "Sportlovsdagarna".

### Fotnoter
1. ↑  ”Bert och friheten” (på engelska). Worldcat. 14 mars 2006. https://www.worldcat.org/title/bert-och-friheten/oclc/727024799&referer=brief_results. Läst 30 mars 2015.